# 加雷斯·馬修斯
加雷斯·馬修斯（Gareth B Matthews，1929年7月8日—2011年4月17日），美國哲學家，主要研究古典哲學、童年哲學和兒童哲學。

## 傳記
1929年7月8日，馬修斯出生於阿根廷布宜諾斯艾利斯，成長於田納西州孟菲斯附近，小時候參與童軍，並獲得鷹級童軍的成就。1945年，馬修斯和他的家人搬到印第安納州富蘭克林。曾在富蘭克林高中擔任1947年的畢業生代表家。之後在富蘭克林學院獲得學士學位，1952年在哈佛大學獲得碩士學位。
冷战期間，馬修斯曾任美國海軍的情報人員，被分配到海軍安全小組和美国国家安全局。他後來在保護區服役，並作為中尉退役。
馬修斯獲得博士學位後任教於弗吉尼亚大学 （1960–61）、明尼苏达大学（1961–69）和马萨诸塞大学阿默斯特分校（1969–2005）。 
馬修斯寫了一系列的關於亚里士多德的重要論文，他也寫了許多關於希波的奥古斯丁的學術文章。他後來關於兒童哲學的著作被翻譯成十幾種語言，包括中文，日文和印尼文，以及各種歐洲語言。
馬修斯在马萨诸塞大学阿默斯特分校講授古典哲学、中世紀哲學、存在主义、應用倫理學和各種主題的形上學。也曾為路德维希·维特根斯坦的《哲学研究和马丁·海德格尔的《存在與時間》指導研究生閱讀小組。
馬修斯定期在美國和國外講學，並與奧地利，澳大利亞，中國，以色列，德國，日本，挪威，蘇格蘭以及美國的各個學校的小學生進行哲學討論。
在他去世之前，他與他的妻子瑪麗一起在馬薩諸塞州阿默斯特生活多年。
馬修斯於2011年4月17日在馬薩諸塞州因結腸癌去世。

## 外部連結
- Gareth B. Matthews （页面存档备份，存于） at University of Massachusetts Amherst Amherst
- Interview with Gareth Matthews （页面存档备份，存于）, Children and Youth Philosophers, Norway